# Faubourg Saint-Germain
Le faubourg Saint-Germain était une agglomération « hors-les-murs » de Paris, construite au-delà de l'abbaye de Saint-Germain-des-Prés. Il s'étend de l'abbaye à l'École militaire.
Aujourd'hui inclus dans le 7e arrondissement de Paris, proche des Invalides et du quai d'Orsay, il est, par excellence, « le quartier des ministères ». C'est l'un des quartiers les plus chics et les plus prestigieux de Paris.
Le boulevard Saint-Germain traverse le faubourg Saint-Germain, qu'il a éventré lors de sa construction à partir de 1866 par le baron Haussmann.

## Historique

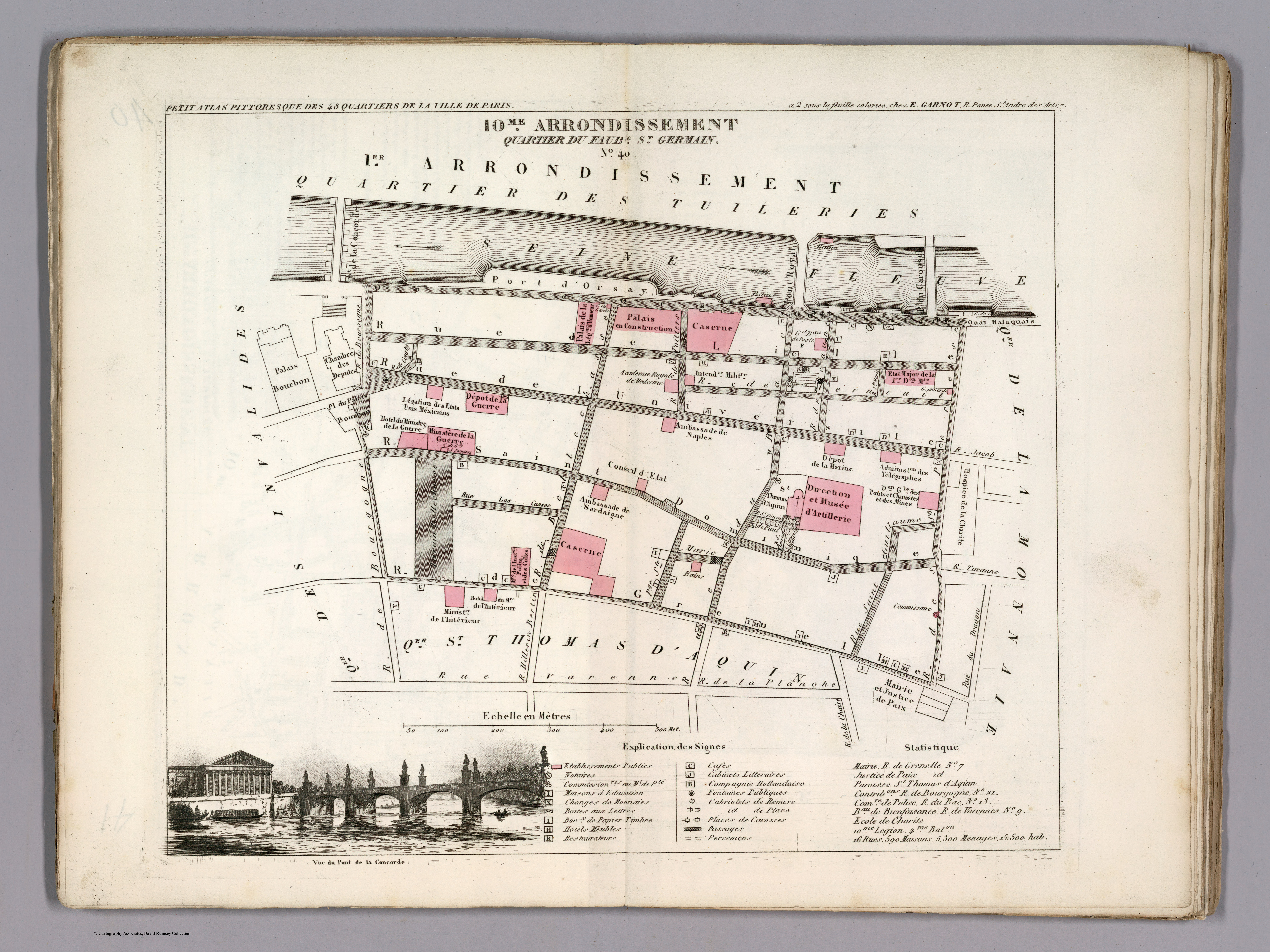
Plan du quartier du Faubourg-Saint-Germain dans l'ancien 10e arrondissement en 1834.

Le faubourg Saint-Germain s’urbanise au cours des XVIIe et XVIIIe siècles, en continuité du bourg Saint-Germain-des-Prés.
Au XVIIe, l’urbanisation débute avec le lotissement de l’éphémère domaine de la reine Margot (Marguerite de France (1553-1615) ou Marguerite de Valois) à partir de 1622 entre la Seine, la rue de l’Université et la rue du Bac. Le quai Voltaire, alors quai des Théatins, est bordé d’hôtels entre 1628 et 1660. Plus au sud (rue Saint-Dominique, rue de Grenelle, rue de Varenne, rue de Babylone et rue de Sèvres), les premiers occupants sont des couvents : noviciat des Dominicains (1632), Dames de Bellechasse (1636), Filles de Saint-Joseph (1639), Théatins (1648), Carmélites (1656), Missions étrangères (1663).
La construction, en 1685-1689, du Pont Royal et l’installation du roi et de la cour à Versailles favorisent la construction d’hôtels rue de l’Université, rue Saint-Dominique et rue de Grenelle.
Cette tendance se renforce au début du XVIIIe siècle, notamment durant la Régence. C’est alors que le faubourg, limité à l’ouest par la construction de l’Hôtel des Invalides (1671-1706), devient le quartier à la mode, le « noble faubourg », alors que le quartier du Marais amorce son déclin. Aristocrates et financiers y font construire leurs hôtels dotés de vastes jardins par les meilleurs architectes (Robert de Cotte, Pierre Cailleteau dit l'Assurance, Jean Courtonne, Germain Boffrand, Alexandre-Théodore Brongniart...).
Les hôtels les plus importants, notamment par leurs jardins, et les mieux conservés sont l'hôtel Matignon (1722), l'hôtel Biron ou du Maine (1732), l'hôtel de Lassay et l'hôtel de Bourbon (Palais Bourbon (1722 – 1727) ainsi que l'hôtel de Salm (1782).
À partir de 1760, la construction se ralentit alors que la chaussée d’Antin devient le quartier le plus recherché.
Dans la première moitié du XIXe siècle, de grands domaines conventuels sont lotis : Dames de Bellechasse et Carmélites en 1828 (ouverture des rues Las Cases, de Martignac, Casimir Périer et prolongement de la  rue de Bellechasse), Visitation Sainte-Marie (rue Saint-Simon), cependant que les rues Vaneau (entre les rues de Babylone et de Varenne) et Barbet de Jouy sont ouvertes et loties sur les terrains d'hôtels particuliers. Sous la Restauration, on compte jusqu'à 200 hôtels dans le Faubourg, en 1953, il en reste moins de 50.
L'intervention du baron Haussmann dans le faubourg se limite au percement du boulevard Saint-Germain (à partir de 1866) et de la rue de Solférino (1866) et à l'amorce du boulevard Raspail.
Au XIXe siècle, de nombreux hôtels sont transformés en ministères et en ambassades.
Afin d'assurer la conservation et la mise en valeur du patrimoine, une grande partie du quartier est couverte par le plan de sauvegarde et de mise en valeur (PSMV) du 7e arrondissement, approuvé en 1991 sur 171 hectares.

## Bâtiments détruits
Ce faubourg, fief de la vieille noblesse aristocratique, ennemie jurée de la Révolution, comme de l'Empire était riche en hôtels particuliers :
- l'hôtel Selvois de Saint-Simon, situé rue des Saints-Pères et fermait la vue de la rue Taranne), où est né en 1675 Louis de Rouvroy, duc de Saint-Simon, le célèbre mémorialiste à l'emplacement de l'actuel 177 Boulevard Saint-Germain.
- aux nos 213-217 : hôtels de Neufchâtel, de Béthune, de Châtillon, de La Trémoille, anciennement rue Saint-Dominique, construit en 1708 par Pierre Cailleteau dit Lassurance.

Il est décrit par Proust (qui aimait y flâner et s'y retrouver) dans À la recherche du temps perdu, Chateaubriand, Balzac et bien d'autres[Qui ?].

## Lieux remarquables
Trois lieux de culte catholiques :
- La chapelle miraculeuse dans l'hôtel de Châtillon, 140, rue du Bac
- Une église : église Saint-Thomas-d'Aquin
- Une basilique : Sainte-Clotilde

Six monuments :
- Une galerie : le passage du square de Luynes
- La fontaine des Quatre-Saisons, 57/59, rue de Grenelle
- La Grande Chancellerie de la Légion d'honneur
- L'Assemblée nationale, (palais Bourbon)
- Le musée d'Orsay
- Le musée Rodin

Un établissement d'enseignement supérieur :
- L'Institut d'études politiques de Paris (Sciences Po), situé principalement au 27 Rue Saint-Guillaume (Hôtel de Mortemart) et dans l'ensemble Hôtel de l'Artillerie (Place Saint-Thomas-d'Aquin)/Hôtel de Feydeau de Brou (13 rue de l'Université)

Seize voies[réf. nécessaire] :
- Place du Palais-Bourbon
- Place Saint-Thomas-d'Aquin
- Boulevard Saint-Germain
- Rue de Bourgogne
- Rue de Grenelle
- Rue de Gribeauval
- Rue de la Chaise
- Rue de Lille
- Rue de l'Université
- Rue de Luynes
- Rue de Poitiers
- Rue de Solférino
- Rue de Varenne
- Rue du Bac
- Rue Saint-Guillaume
- Rue Saint-Thomas-d'Aquin

La plupart des ministères :
- Premier ministre : hôtel de Matignon. 57, rue de Varenne; et différents ministères délégués ou secrétariat d'État : 
  - Porte Parolat : Hôtel de Castries, 72 rue de Varenne
  - Relation avec le Parlement : Hôtel de Clermont 69 rue de Varenne
  - Égalité : Hotel du Petit-Monaco,  55, rue Saint-Dominique
- Ministère des Affaires étrangères : 37 quai d'Orsay
- Ministère des Armées : Hôtel de Brienne, 14, rue Saint-Dominique
- Ministère de l'Éducation nationale : Hôtel de Rochechouart 110, rue de Grenelle
- Ministère du Travail : Hôtel du Châtelet 127, rue de Grenelle
- Ministère de l’Agriculture : Hôtel de Villeroy 78, rue de Varenne
- Ministère de l'Écologie : hôtel de Roquelaure : 246, boulevard Saint-Germain
- Ministère de la Fonction publique : Hôtel de Rothelin-Charolais, 101, rue de Grenelle

À noter que certains autres ministères ou secrétariat d'État (Outre-Mer, Solidarité, Santé, Mer...) sont situés à relative proximité mais ne sont pas dans le Faubourg Saint-Germain proprement dit.